# Saliout 2
Saliout 2 est une station spatiale russe lancée le 4 avril 1973.
Elle faisait partie du programme militaire Almaz, mais l'identifiant Saliout lui a été attribué pour dissimuler sa véritable nature. Le lancement est réussi. Le dernier étage de la fusée Proton est également satellisé sur la même orbite, mais, à la suite d'une surpression dans les réservoirs, il explose. Deux jours après sa satellisation, Saliout 2, qui restera toujours inoccupée, commence à perdre de la pression et son contrôleur de vol tombe en panne. Un débris de la fusée Proton a très probablement percuté la station. Le 11 avril la station perd ses quatre panneaux solaires et toute alimentation électrique. Saliout 2 est finalement détruite en rentrant dans l'atmosphère, hors de contrôle, en deux fois le 11 mai 1973 et le 28 mai 1973
. Plus tard une enquête montrera qu'il y avait bien eu impact.

## Données techniques
- Longueur : 14,55 m
- Diamètres maximal : 4,15 m
- Volume habitable : 90 m3
- Poids au lancement : 18 900 kg
- Véhicule de lancement : Proton (trois étages)
- Nombre de batteries solaires : 2
- Vaisseau de ravitaillement : cargo Soyouz
- Nombre de points d'arrimage : 1
- Nombre total de missions habitées : 0
- Nombre total de missions habitées à longue durée : 0
- Nombre de moteurs principaux : 2
- Puissance du moteur principal (chacun) : 400 kgf (3,9 kN)

## Équipages et vaisseaux visiteurs
- Aucun

### Articles de référence
- (en) A.A. Siddiqi, « The Almaz Space Station Complex : A history, 1964-1992 : Part 1 : 1964-1976 », Journal of the British Interplanetary Society, vol. 54, nos 11/12,‎ novembre/décembre 2001, p. 389-416 (lire en ligne)
- (en) A.A. Siddiqi, « The Almaz Space Station Complex : A history, 1964-1992 : Part 2 : 1964-1976 », Journal of the British Interplanetary Society, vol. 55, nos 1/2,‎ janvier/février 2002, p. 35-67 (lire en ligne)